# Музей-садиба Івана Котляревського
Музей-садиба Івана Котляревського — меморіальний комплекс у Полтаві на основі садиби, де 1769 року народився засновник нової української літератури Іван Петрович Котляревський. Садиба-музей, яка є філією Полтавського літературно-меморіального музею І. П. Котляревського, розташовується поряд з Успенським собором, що на однойменному майдані, на названій на честь письменника Івановій горі. Садибу занесено до Державного реєстру нерухомих пам’яток України в статусі пам’ятки національного значення.
Музейною установою за домовленістю влаштовуються сюжетно-тематичні екскурсії «В гостях на Івановій горі»: театралізована вистава за участю Івана Котляревського, його літературних персонажів з пригощанням полтавськими галушками.

## Виникнення
Музей-садибу було відкрито в 1969 році, проголошеному рішенням ЮНЕСКО роком Івана Котляревського, з нагоди 200-річного ювілею поета. Відтворення комплексу здійснювали за акварельним ескізом Т. Г. Шевченка (був тут у 1845 р.), на якому хату зображено від Ворскли на тлі Успенського собору; літографії художника Р. Мелліна, де будинок показано від воріт; за спогадами сучасників та за планом садиби 1837 р., знайденим у Полтавському обласному архіві. Реконструкцію здійснено архітектором В. М. Тертичним.    

## Історія будинку
Цікаву інформацію відносно історії оселі письменника було знайдено у Г. Данилевського («Полтавська старовина у відношенні до часу Петра Великого»), М. Арандаренка («Записки про Полтавську губернію»), С. П. Стебліна-Камінського («Біографічний нарис життя і творчості Івана Петровича Котляревського»), І. І. Срезневського («Знайомство з І. П. Котляревським»). У Румянцевському переписі 1765 року на Успенській вулиці можна знайти такий запис: «Двір вдови диякониці Агафії Якової дочки Котляревського, у нього покоїв жилих для господарів два, два людських, одна клуня (амбар), один сарай. У неї діти: син Петро Іванів від роду шістнадцять років, який перебуває у Полтавському магістраті підканцеляристом, Яків – одинадцяти років, який ще нікуди не визначений, здоровий. Вдова диякона Івана Котляревського проживала тут здавна на церковному місці, яке її покійний чоловік купив 26 липня 1751 р. у зятя покійного полтавського протопопа Данила за 27 крб. 50 коп. Промислу і торгу ніякого не має...»
Стара хата після смерті письменника переходила від одного господаря до іншого. Історик Л. В. Падалка, складаючи у 1917 р. «Путівник по Полтаві», згадує одного з власників — Мусія Івановича Головатинського, що придбав хату заради того, щоб зберегти цю реліквію та охоче пускав до садиби відвідувачів.

## Опис садиби
Затишний меморіальний комплекс у самому серці стародавньої Полтави складається з батьківської хати поета, повітки, комори та колодязя-журавля. В часи митця садиба містилася поблизу міських фортечних споруд, на Успенській вулиці — тодішній центральній вулиці міста. У дворі перед меморіальним будинком у 1971 р. встановлено пам'ятник Іванові Котляревському роботи народної художниці України Галини Кальченко у вигляді гіпсобетонного погруддя заввишки 1,18 м на гранітному постаменті 1,34 м. Біля садиби — обеліск з чорного лабрадориту з написом: «З цієї садиби на весь світ пролунав голос першого класика нової української літератури Івана Петровича Котляревського (1769—1838)». Хату придбав 1751 р., як зазначається у купчій, дід Котляревського Іван, на той час диякон Успенського собору.    
У будинку письменника 5 невеликих кімнат: кабінет, світлиця, вітальня, кімната економки і кухня. У будинок вмонтовано окремі деталі із власного будинку, такі як: сволоки з написом і без напису, частина сіней з дерева, що використано з старої хати. Кабінет містить диван, стіл, шафу з численними книжками латинською, російською, французькою мовами, журнали тощо.   
Особливу увагу відвідувачів привертає сволок з дідівської хати, на якому старослов'янською мовою вирізано напис: «Создася дом сей во имя отца и сына и святаго духа. Аминь. Року 1705, месяца августа 1.»   
У вітальні — стіл, посудна шафа, стільці, жардиньєрка. У кімнаті економки зберігаються меморіальні речі — ломберний столик, люстерко, комод для білизни. Світлицю прикрашають столи, канапа, шкіряні крісла. На стіні — старовинний годинник та меморіальна річ — картина невідомого фламандського художника 17 ст. Кухня заповнена речами кін. 18 — поч. 19 ст. — це стіл, лава, мисник, вишивані рушники тощо. У різний час у будинку письменника бували діячі вітчизняної науки і культури, зокрема батько М. В. Гоголя — В. О. Гоголь-Яновський, а також російські науковці й митці (наприклад, російський філолог і славіст І. І. Срезневський, актор М. С. Щепкін, російський історик та етнограф В. В. Пассек,  російський історик М. П. Погодін, редактор «Отечественных записок» П. П. Свиньїн та ін.).   
Біля входу на подвір'я — меморіальна дошка з написом: «Садиба І. П. Котляревського. Земля натхнення великого поета. Тут засвітив він зорю нової української поезії. Звідси вийшли в безсмертя «Енеїда», «Наталка Полтавка», «Москаль-чарівник». Івановій Горі доземно вклонялися Тарас Шевченко, М. Гоголь, М. Щепкін, Леся Українка, Панас Мирний, М. Кропивницький, М. Заньковецька, багато інших діячів культури. Слава осяює це місце. Схились до святині!» (текст П. П. Ротача).

## Галерея

Погруддя І. Котляревського на подвір'ї музею.
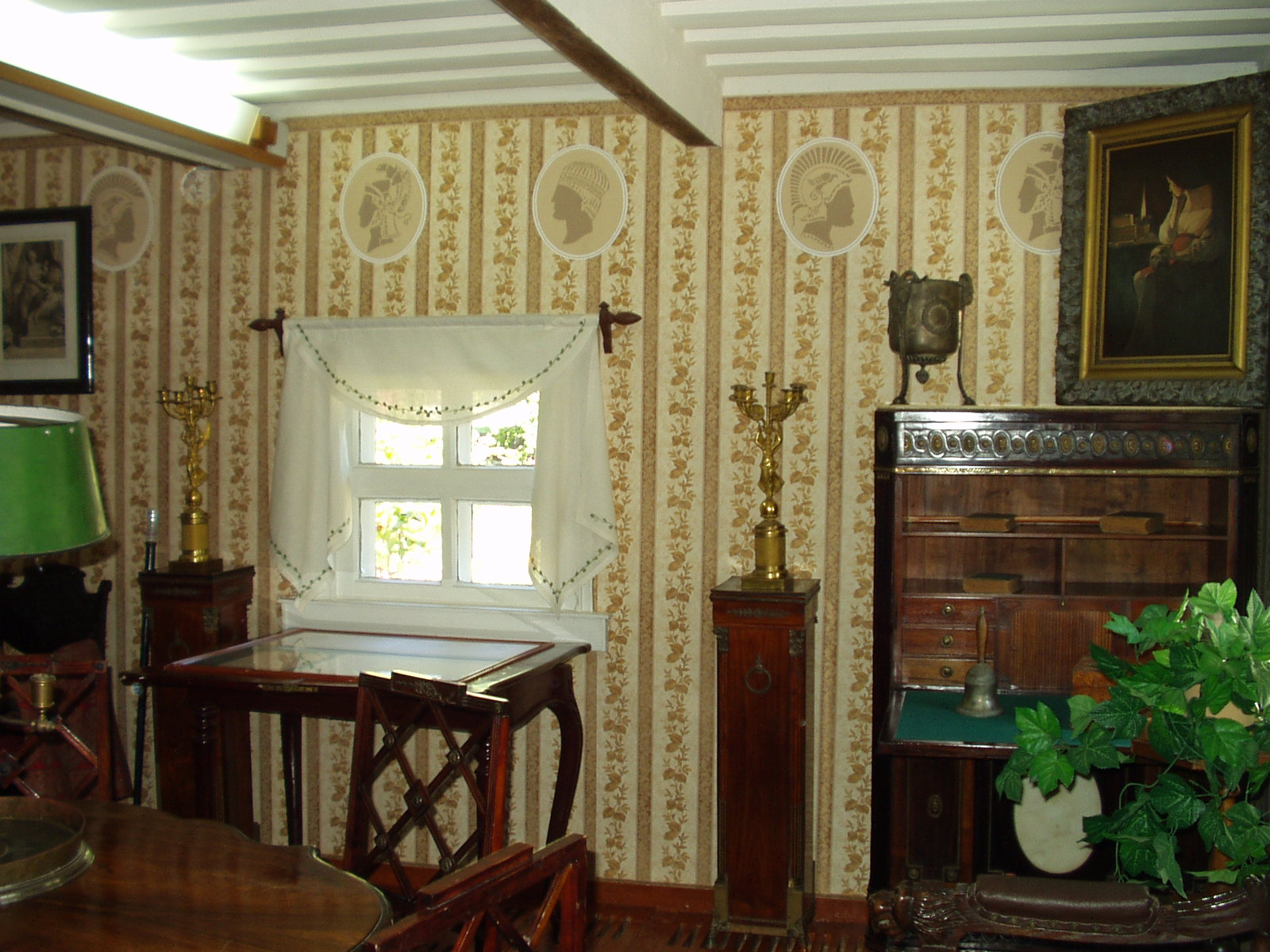
Кабінет письменника в музеї-садибі, фрагмент
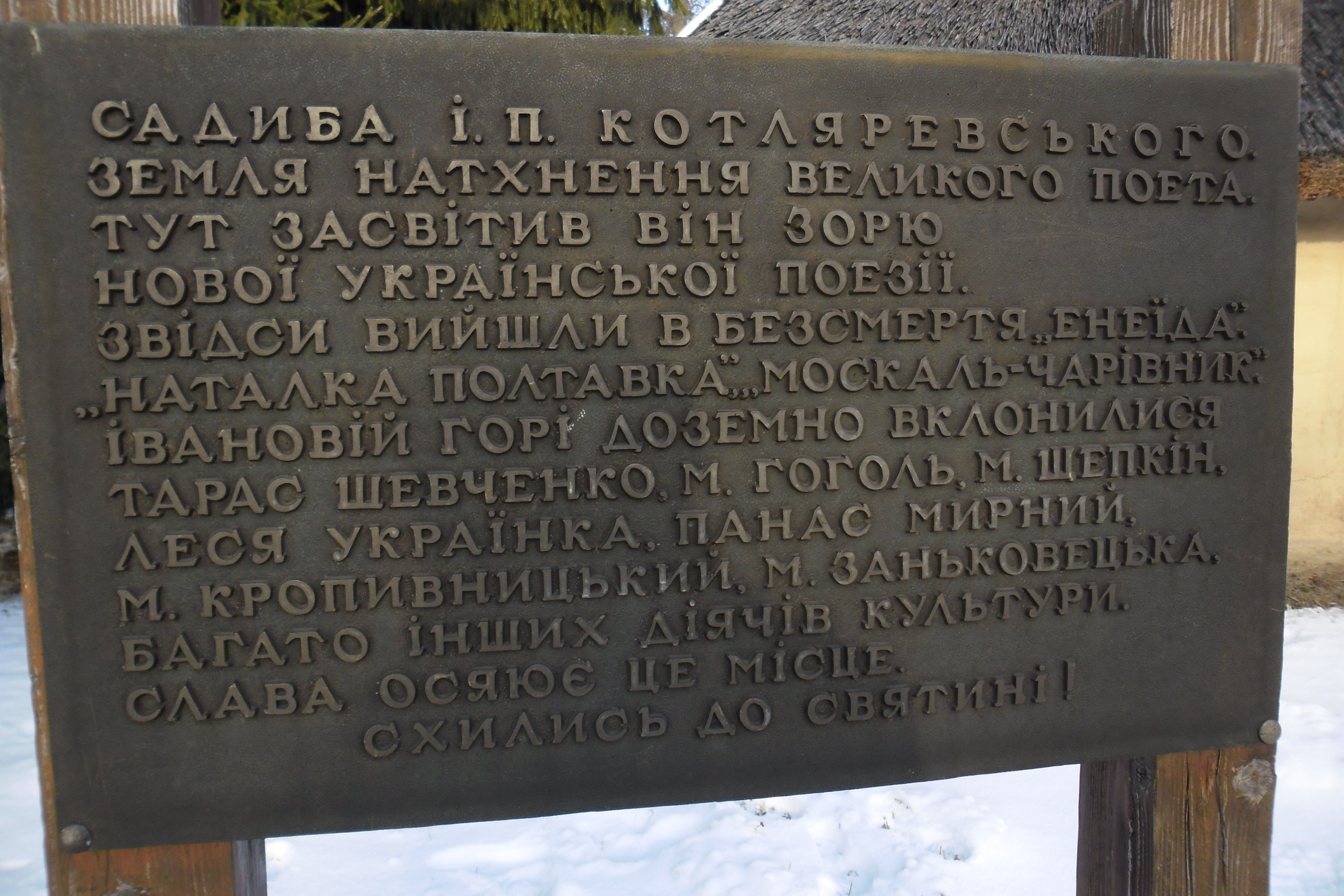
Меморіальна дошка І. Котляревського
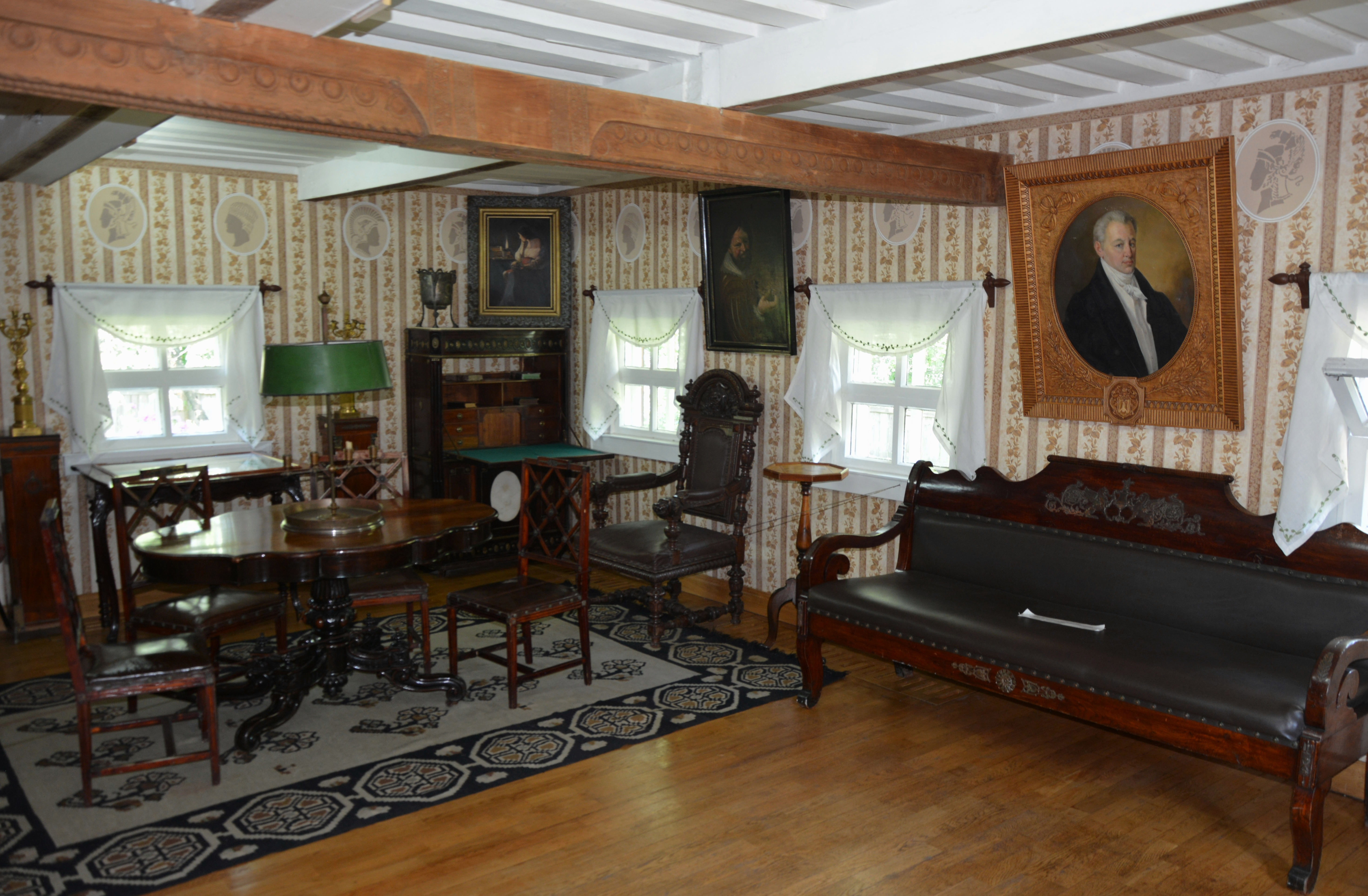
Кабінет І. Котляревського
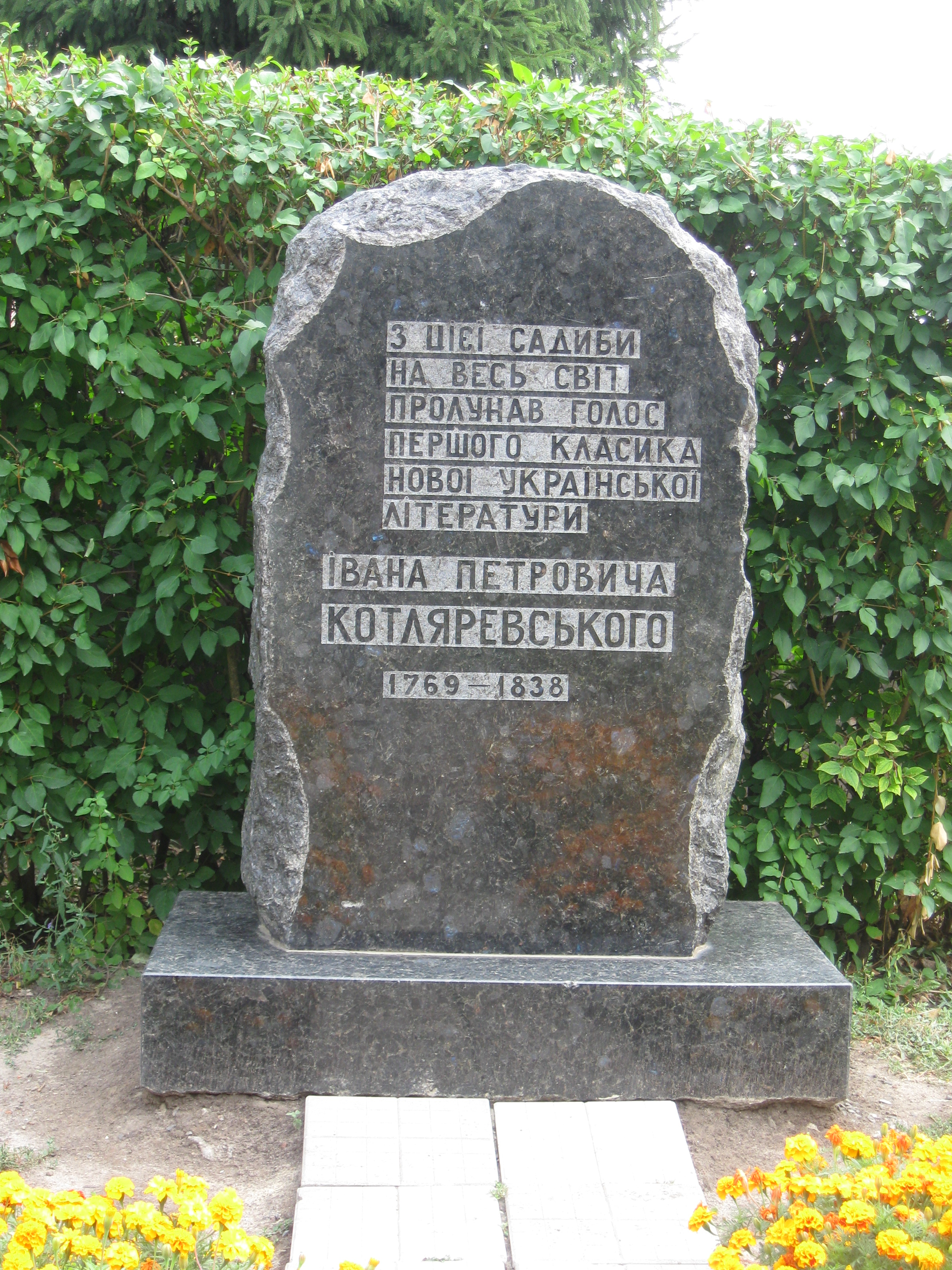
Пам'ятний знак на честь Котляревського
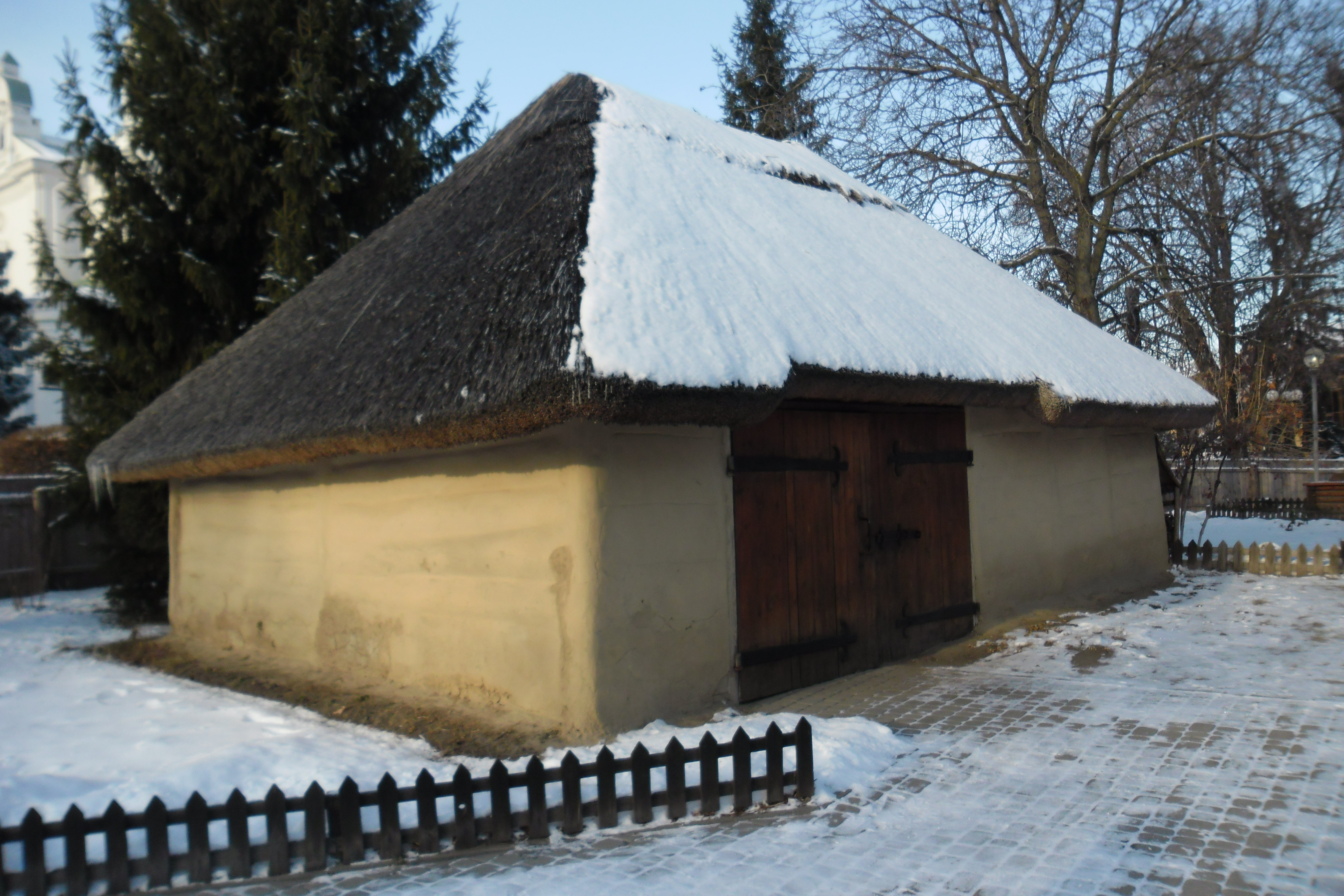
Господарське приміщення (клуня) на території Музею-садиби Івана Котляревського у Полтаві.